# Louis Coolsaet
Louis Coolsaet (a volte indicato come Louis Colsaet) (Tourcoing, 21 novembre 1884 – Tourcoing, 12 maggio 1941) è stato un ciclista su strada francese, professionista dal 1904 al 1913, che partecipò a quattro edizioni del Tour de France.

## Carriera
Corse per la Valante nel 1904 e come individuale tra il 1905 ed il 1913. Non ottenne vittorie da professionista e fu terzo ai campionati belgi nel 1908. Partecipò a quattro edizioni del Tour de France, terminando al settimo posto nel 1904. Di genitori belgi, era probabilmente di nazionalità francese.

## Piazzamenti

### Grandi Giri
- Tour de France

1904: 7º
1911: 24º
1912: ritirato (8ª tappa)
1913: 21º

### Classiche Monumento
- Parigi-Roubaix

1905: 10º